# Красницкий, Евгений Сергеевич
Евгений Сергеевич Красницкий (31 января 1951, Ленинград — 25 февраля 2013) — российский политик, писатель-фантаст. Депутат Государственной думы Федерального Собрания РФ первого созыва (1993—1995), являлся членом фракции КПРФ, членом Комитета по информационной политике и связи Ленсовета.

## Биография
Учился в институте государственной службы Северо-Западного кадрового центра и Ленинградской мореходной школе. С 1972 по 1990 год работал радиомехаником в Ленинградском Морском порту.
В 1990 году избран депутатом Ленсовета, был секретарём его постоянной комиссии по связи и информатике.
В 1991 году возглавил созданный коммунистами Комитет против переименования Ленинграда. В Ленинградском городском Совете входил в коммунистическую фракцию, после распада первоначальной фракционной структуры в Петербургском Совете в 1991 году стал одним из организаторов новой фракции коммунистов и был избран её сопредседателем.
После роспуска КПСС в августе 1991 года вошёл в инициативную группу Роя Медведева, Анатолия Денисова, Ивана Рыбкина по созданию новой левой партии социалистической ориентации — Социалистической партии трудящихся (СПТ). В 1991 был избран членом правления СПТ, сопредседателем Ленинградской (в дальнейшем Санкт-Петербургской) организации СПТ.
В 1993 г. в составе партии перешёл в КПРФ. Член президиума Ленинградского обкома КПРФ, член ЦК КПСС в 1990—1991 годах.

## Похоронен
Похоронили Евгения Сергеевича рядом с родственниками, на Северном кладбище Санкт-Петербурга, участок 7, линия 1а, № 57.

## Премии
- 2008 — премия «Меч Без Имени» за книгу «Отрок. Внук сотника».